# Takashi Shimizu
Takashi Shimizu, född 1972, japansk regissör, filmproducent och manusförfattare. Han ligger bland annat bakom Ju-on: The Grudge.

## Filmografi (urval)
- 2006 – The Grudge 2 - Förbannelsen fortsätter
- 2004 – The Grudge
- 2003 – Förbannelsen fortsätter - The Grudge 2
- 2003 – Förbannelsen - The Grudge

## Fotnoter
1. ↑  Internet Movie Database, IMDb-ID: nm1234345co0047972, läst: 13 augusti 2015.[källa från Wikidata]
2. ↑  Babelio, Babelio författar-ID: 193073.[källa från Wikidata]
3. ↑  www.acmi.net.au, webb-ID på ACMI: creators/36987.[källa från Wikidata]